# Вест Ричланд (Вашингтон)
Вест Ричланд (енгл. West Richland) град је у америчкој савезној држави Вашингтон. По попису становништва из 2010. у њему је живело 11.811 становника.

## Демографија
Према попису становништва из 2010. у граду је живело 11.811 становника, што је 3.426 (40,9%) становника више него 2000. године.
| Група             | 2000.         | 2010.          |
| Белци             | 7.595 (90,6%) | 10.209 (86,4%) |
| Афроамериканци    | 47 (0,6%)     | 95 (0,8%)      |
| Азијати           | 138 (1,6%)    | 224 (1,9%)     |
| Хиспаноамериканци | 405 (4,8%)    | 844 (7,1%)     |
| Укупно            | 8.385         | 11.811         |